# Kvinnan bakom allt
Kvinnan bakom allt är en nordisk dramafilm från 1951 i regi av Hampe Faustman och Johan Jacobsen.

## Om filmen
Kvinnan bakom allt är en nordisk samproduktion med en gemensam ramhandling där handlingen varierar något mellan de olika versionerna. Som förlaga har Hampe Faustman den engelske dramatikern och skådespelaren Noël Cowards släktkrönika Cavalcade i en så fri tolkning att några likheter med Cowards spirituella skildring av samhällsutvecklingen i England under början av 1900-talet är svåra att finna. Filmen premiärvisades 9 juni 1951 på biograf Atlantic i Köpenhamn, Danmark med svensk premiär 3 september 1955 på biograf Capitol i Helsingborg. Inspelningen av filmen skedde med ateljéfilmning vid Centrumateljéerna Europa Films studio 2 i Stockholm, SF-hallarna i Helsingfors, Filmatelieret Flamingo i Nærum och Botanisk Have i Köpenhamn av Hilmer Ekdahl, Kalle Peronkoski och Werner Hedmann. 

## Roller

### Roller i svenska avsnittet i urval
- Sonja Wigert – Finsk adelsdam, firad skönhet / Nina Lind, adelsdamens dotter, sångerska och aktris
- Georg Funkquist – Borgmästare i Malmö (prologen)
- Bengt Logardt – Första adjutant
- Börje Mellvig – Andre adjutant
- Gyrd Løfqvist – Tredje adjutant
- Sture Lagerwall – Gustaf Dalander, flygöverste, Nina Linds man
- William Markus – Toivo Nurminen, skogsingenjör och arbetsledare, gäst hos Dalander
- Poul Reichhardt – Axel Poulsen, docent i botanik, gäst hos Dalander
- Georg Richter – Finn Borg, meteorolog, gäst hos Dalander
- Bengt Blomgren – Sigurd Thorarinsen, islänning
- Stig Johanson – Chaufför / detektiv
- Alexander Baumgarten – Detektiv
- Georg Skarstedt – Dekoratör

### Roller i finländska avsnittet i urval
- Heikki Savolainen – Strejkledare
- Aku Korhonen – Onni Halla, chaufför
- Leo Riuttu – Bokhållare
- Veikko Linna – Mäkinen, förman
- Kauko Vuorensola – Lönnbrännarens medhjälpare
- Eija Inkeri – Sekreterare

### Roller i danska avsnittet i urval
- Asbjørn Andersen – Tysk polisofficer
- Søren Weiss – Sabotörer,
- Kjeld Jacobsen – Leif Høst, botaniker, Axel Poulsens kollega
- Louis Miehe-Renard – Ingenjör

### Roller i norska avsnittet i urval
- Henki Kolstad – Bjørn, assistent till Finn Borg
- Claus Wiese – Stein, assistent till Finn Borg
- Bjarne Bø – Kapten på fjordbåt
- Harald Schwenzen – Halvorsen
- Toralv Sandø – Portier
- Arne Thomas Olsen
- Jack Fjeldstad
- Kåre Wicklund

## Alternativa titelnamn
- Danmark: Alt dette – og Island med
- Finland: Fyra gånger kärlek / Neljä rakkautta
- Norge: Alt dette – og Island også